# HNK Branitelj
Hrvatski nogometni klub Branitelj  is een Bosnische voetbalclub uit Rodoč.

## Erelijst
- Beker van Bosnië en Herzegovina: Kwartfinale (2x)
  - 2010-2011
  - 2011-2012